# آزمایش سل فری
آزمایش سل فری (به انگلیسی: Cell-free fetal DNA) یا همان آزمایش NIPT/ تست سل فری/ تست NIPT یکی از آزمایش‌های غیرتهاجمی و غربالگری دوران بارداری و برای تشخیص اختلالات کروموزومی جنین می‌باشد. در این تست، آزمایش خون معمولی از مادر گرفته شده و دی‌ان‌ای جنین که به‌طور آزاد در خون مادر گردش دارد، بررسی می‌شود.

## موارد قابل بررسی
غربالگری دی‌ان‌ای سل فری برای غربالگری اختلالات کروموزومی زیر استفاده می‌شود:
- سندرم داون (تریزومی ۲۱)
  - تریزومی ۱۸
  - تریزومی ۱۳

همچنین می‌تواند برای غربالگری جنسیت جنین استفاده شود. برخی از آزمایش‌های سل فری یا همان آزمایش NIPT نیز ممکن است احتمال خطر افزایش موارد زیر را بررسی کنند:
- تریزومی ۱۶
  - تریزومی ۲۲
  - تریپلوئید
  - آنوپلوئیدی کروموزومی جنسی
  - برخی اختلالات ناشی از حذف کروموزومی (سندرم میکرودلایشن)
  - برخی از اختلالات تک ژنی

## علت انجام
غربالگری سل فری قبل از تولد حساس‌تر و خاص‌تر از غربالگری سه‌ماهه اول و دوم به روش معمولی است. علاوه بر این، غربالگری سل فری قبل از زایمان به زنانی که دارای عوامل خطر خاصی هستند کمک می‌کند تا در مورد آزمایش‌های تهاجمی مانند آمنیوسنتر و نمونه برداری از پرزهای جفتی (CVS) که احتمال سقط جنین وجود دارد، تصمیم بهتری بگیرند. با این حال آزمایش سل فری در صورت وجود شرایط زیر حتماً تجویز خواهد شد:
- چند قلو باردار باشید.
  - شاخص توده بدنی ۳۰ یا بالاتر داشته باشید (چاقی)
  - از طریق تخمک اهدا کننده باردار شده باشید.
  - به عنوان فردی که رحمش اجاره شده‌است باردار باشید.
  - داروهای رقیق کننده خون خاصی مصرف می‌کنید
  - سندرم داون

حدود ۱٪ تا ۵٪ آزمایش‌های سل فری قبل از تولد نیز هیچ نتیجه مشخصی را نشان نمی‌دهد. این شرایط احتمالاً به دلیل نداشتن نمونه دی‌ان‌ای کافی یا سایر مواد لازم برای آزمایش ایجاد می‌شود.

## خطرات
غربالگری دی‌ان‌ای سل فری قبل از زایمان هیچ خطری از نظر جسمی برای شما یا کودک شما ایجاد نمی‌کند. در حالی که انجام غربالگری دی‌ان‌ای سل فری ممکن است باعث اضطراب شود، اما می‌تواند به شما کمک کند از انجام آزمایش‌های تهاجمی، درمان یا نظارت بیشتر در دوران بارداری خود جلوگیری کنید.
به خاطر داشته باشید، با این وجود، غربالگری دی‌ان‌ای سل فری، نمی‌تواند تمام شرایط کروموزومی یا ژنتیکی را بررسی کند و گاهی نیاز است برای تشخیص دقیق تر آزمایش‌های تهاجمی نیز انجام شود.
همچنین، اگر در آزمایشگاه مربوطه در حین انجام آزمایش سل فری، از لوله ای غیر از لوله Streck استفاده شود، قطعا سبب خطا در نتیجه آزمایش خواهد شد. لازم به ذکر شرکت سازنده دستگاه های آزمایش سل فری فقط استفاده از لوله Streck را برای انجام این تست مجاز دانسته و استفاده از هر لوله ای غیر از لوله Streck را غیر قابل قبول می داند. برای اینکه از انجام خطا در آزمایش سل فری جنین خود جلوگیری کنید پیشنهاد می شود قبل از انجام این تست با خصوصیات ظاهری لوله استرک آشنا شوید و آزمایشگاه در خواست نمایید فقط از این لوله استفاده نماید(ظاهر لوله استرک {ُStreck}).

## مزایا
آزمایش سل‌فری یکی از دقیق‌ترین روش‌های غربالگری است که در مقایسه با سایر تکنیک‌ها دارای مزایای زیر است: 
- این آزمایش با استفاده از خون مادر انجام می‌شود و به همین دلیل روشی کاملا بی‌خطر برای مادر و جنین می‌باشد.
- میزان دقت و صحت آزمایش سل‌فری برای تشخیص ناهنجادی در کروموزوم 13، 18 و 21 بیش از 99 درصد است و به عنوان مطمئن‌ترین روش غربالگری محسوب می‌شود.
- نتایج این آزمایش جنسیت جنین را با قطعیت بیش از 97 درصد تعیین می‌نماید.
- این تست بعد از هفته دهم بارداری قابل انجام است و بنابراین امکان تشخیص زود هنگام ناهنجاری‌های جنین را فراهم می‌کند.

## نحوه انجام
آزمایش سل فری یا همان تست NIPT را می‌توان از اوایل هفته ۱۰ بارداری انجام داد. در طی این غربالگری، یک نمونه خون مادر گرفته شده و به آزمایشگاه ارسال می‌شود. نحوه صحیح نمونه گیری از خون مادر بدین صورت است که، پس از نوشیدن چند لیوان آب یا مایعات توسط مادر(در جهت جلوگیری از کاهش استرس مادر)، با استفاده لوله های استاندارد مخصوص این تست به نام لوله های NIPT یا همان لوله های استرک (Sterck) انجام می پذیرد. 
بدین صورت که در آزمایشگاه، نمونه خون مادر با استفاده از سرنگ یا ونجکت به مقدار 10 سی سی از خون مادر را نمونه گیر به لوله استرک انتقال می دهد و پس از مراحل مختلف، این آزمایشگاه دی‌ان‌ای مادر و جنین را از نمونه خون جدا و تجزیه و تحلیل می‌کند. به عنوان مثال نسبت بالاتر از حد انتظار از توالی‌های کروموزوم ۲۱، افزایش خطر تریزومی ۲۱ در جنین را نشان می‌دهد. تریزومی ۲۱ شایع‌ترین علت سندرم داون است. به‌طور معمول، نتایج آزمایش در طی پنج تا هفت روز بعد از انجام خون‌گیری در دسترس است.
گزارش نتایج بسته به آزمایشگاه‌ها و تجهیزات آنها متفاوت است. نتایج ممکن است به عنوان مثبت یا منفی، یا به صورت پرخطر یا کم خطر گزارش شود. اگر نتایج آزمایش نشان دهد که جنین در معرض خطر بروز ناهنجاری کروموزومی است، برای تأیید نهایی باید آزمایش آمنیوسنتز یا CVS انجام شود.
متأسفانه ناهنجاری‌های کروموزومی قابل اصلاح نیستند و در صورت تشخیص باید تصمیم بگیرید که آیا به بارداری خود ادامه دهید یا جنین سقط شود. پزشک یا مشاور ژنتیکی می‌تواند به شما در پاسخ به سوال‌های مربوط به نتایج تست کمک کند تا بهترین تصمیم را بگیرید.

## تفسیر نتیجه
نتایج cfDNA معمولاً به‌صورت کم‌خطر یا پرخطر گزارش می‌شود:
- کم‌خطر (Low Risk): یعنی احتمال بسیار پایین وجود اختلال کروموزومی، بدون نیاز به اقدام خاص دیگر مگر وجود یافته‌های بالینی مشکوک.
- پرخطر (High Risk): یعنی احتمال بالای وجود ناهنجاری کروموزومی که حتماً باید با آزمایش تشخیصی مانند آمنیوسنتز یا نمونه‌برداری پرزهای جفتی تأیید شود.[۱۰]

نکته مهم: این آزمایش غربالگری است، نه تشخیص قطعی؛ بنابراین در صورت گزارش پرخطر، حتماً مشاوره ژنتیک الزامی است.